# Słoneczna strona miasta
Słoneczna strona miasta – wydana 26 marca 2007 roku, przez wytwórnię T1-Teraz w dystrybucji Universal Music Polska, kontynuacja albumu Yugoton. Tym razem pod nazwą Yugopolis, polscy artyści śpiewają piosenki chorwackiej grupy Parni valjak we własnych aranżacjach z polskimi tekstami.

## Historia
Na pomysł wpadł Grzegorz Brzozowicz, będący już wcześniej autorem podobnych projektów w Polsce jak np. Kayah i Bregović, Yugoton, Krawczyk i Bregović. 
Za produkcję płyty odpowiedzialny był Tomasz Bonarowski, producent „platynowych” sukcesów Krzysztofa Krawczyka (To, co w życiu ważne) czy zespołu Myslovitz.
Na potrzeby konkursu serwisu muzyka.onet.pl oraz wytwórni T1-Teraz, uczestnicy projektu Yugopolis przygotowali dwie dodatkowe piosenki – Trutka i Niedziela. Chętni mogli przesyłać swoje wersje tych piosenek na adres mailowy redakcji serwisu, a nagrodą w tym konkursie był udział w nagrywaniu następnej edycji płyty.
Jeszcze przed oficjalną premierą albumu (24 marca 2007) można było kupić jego specjalną wersję, zawierała ona dodatkowo DVD, a na nim dwa teledyski, utwory w wersji karaoke i materiał dokumentalny nakręcony podczas sesji nagraniowej.
W klipie do pierwszego singla Gdzie są przyjaciele moi? w wykonaniu Maćka Maleńczuka zostały wykorzystane oryginalne sceny z serialu Podróż za jeden uśmiech, a poza Maleńczukiem w teledysku występują Filip Łobodziński (filmowy Duduś) i Henryk Gołębiewski (filmowy Poldek).
Płytę promował m.in. singel Gdzie są przyjaciele moi? z udziałem Macieja Maleńczuka.
Album uzyskał status złotej płyty.

## Lista utworów
| Lp. | Tytuł                     | Wykonawca        | Utwór oryginalny      |
| --- | ------------------------- | ---------------- | --------------------- |
| 1.  | Bez kagańca               | Paweł Kukiz      | Ljubavna              |
| 2.  | Gdzie są przyjaciele moi? | Maciej Maleńczuk | Kada kola krenu       |
| 3.  | W oczy patrzeć mi...      | Kobra            | Ivana                 |
| 4.  | Czy pamiętasz?            | Marek Piekarczyk | Sve još miriše na nju |
| 5.  | Ominęło mnie              | Ramona Rey       | Bolja vremena         |
| 6.  | Warszawski lot            | Muniek Staszczyk | Vruce igre            |
| 7.  | Miasto budzi się          | Paweł Kukiz      | Zastave               |
| 8.  | Płomień naszych serc      | Gosia Stępień    | Vrijeme ljubavi       |
| 9.  | Czas weźmie i Was         | Maciej Maleńczuk | Kao Ti                |
| 10. | Idę drogą, którą znam     | Paweł Kukiz      | U ljubav vjerujem     |
| 11. | Łykając Twoje łzy         | Kobra            | Stranica dnevnika     |
| 12. | Gdzie jest nasza miłość?  | Marek Piekarczyk | Gdje je ljubav?       |

## Sprzedaż
| Oficjalna Lista Sprzedaży OLiS |    |    |    |    |    |    |    |    |    |    |    |    |    |    |    |    |    |    |    |    |
| Tydzień                        | 01 | 02 | 03 | 04 | 05 | 06 | 07 | 08 | 09 | 10 | 11 | 12 | 13 | 14 | 15 | 16 | 17 | 18 | 19 | 20 |
| Pozycja                        | 10 | 4  | 5  | 6  | 8  | 12 | 15 | 22 | 19 | 30 | 28 | 37 | 37 | 41 | 46 | —  | —  | —  | —  | —  |

- 13 czerwca 2007 r. album uzyskał status złotej płyty.